# Robert II de Meulan
Pour les articles homonymes, voir Robert II et Robert de Beaumont.
Robert de Beaumont dit Robert II de Meulan (vers 1142 – 16 août 1204, Poitiers), fut comte de Meulan. Il était le fils de Galéran IV de Meulan († 1166), comte de Meulan et comte de Worcester, et d'Agnès de Montfort († 1181).

## Biographie
Selon le nécrologue de Saint-Nicaise-de-Meulan, le comte dépossédé de son comté et de tous ses fiefs dont il doit hommage à Philippe Auguste, car n'ayant pas observé le lien féodal vis-à-vis du roi de France, s'éteint le 6 août 1204. Il est enterré le 20 septembre 1204 dans le chœur de l'abbaye Saint-Pierre de Préaux auprès de son père Galeran et de Robert Prud'homme (Robert Ier de Meulan).

## Famille et descendance
Il épousa, en 1166, Mahaut ou Maude de Dunstanville connue aussi sous le nom de Mathilde de Cornouailles, fille de Réginald de Dunstanville, comte de Cornouailles, fils illégitime d'Henri Ier d'Angleterre, et de Béatrice FitzRichard.
De son mariage sont nés six enfants :
1. Mabile (ou Isabelle[1]) de Beaumont († v. 1204), mariée à Guillaume de Reviers, 5e comte de Devon ;
2. Galéran V de Meulan († 1191, Palestine), co-comte de Meulan, marié à Marguerite de Fougères ;
3. Pierre de Meulan (mort après Pâques 1204) ;
4. Henri de Meulan († v. 1204) ;
5. Agnès de Meulan, mariée à Guy IV, sire de La Roche-Guyon ;
6. Jeanne de Meulan, dame de Meulan, mariée à Robert II d'Harcourt.